# 곤룡포
곤룡포(衮龍袍)는 수나라 이후의 중국, 고려 이후의 한국, 베트남, 류큐국의 군주와 태자의 일상복이다. 곤룡포에는 일반적으로 자수로 용문양의 원형 보(補)가 새겨졌고, 옷을 입을 때에는 익선관을 착용했다. 다른 명칭으로 곤복(衮服), 곤의(衮衣), 용포(龍袍), 황포(黃袍), 길복(吉服)이라 불리었고 면복(冕服)과 함께 부를 때는 곤면(衮冕)이라고 했다.

## 한국
고려, 조선, 대한제국 시대에 군주나 태자나, 친왕이 평상시 입었던 평상복으로서 단령의 일종이다. 고려는 담황색 용포인 황룡포를 입었고, 조선은 태조 이성계는 청색 용포인 청룡포를 입다가 다홍색 용포인 홍룡포를 입었고, 대한제국은 황룡포를 입었다.
조선의 곤룡포 재질은 겨울에는 붉은색 비단으로, 여름에는 얇은 비단인 사(紗)로 만들었다. 붉은색은 강한 생명력을 뜻하는 의미였다. 곤룡포를 입을 때는 익선관을 쓰고 허리에 옥대를 매었으며, 목화(木靴)를 신었다.
곤룡포는 착용자의 신분에 따라 그 색깔과 허리띠의 재료, 흉배(胸背)의 종류에 차등이 있었다. 그 색에 있어 군주는 다홍색을, 왕세자와 왕세손은 아청(鴉靑, 검은빛을 띤 푸른빛)색을 사용하였다. 허리띠도 옥대와 수정대의 구분이 있었고, 흉배는 용무늬를 사용하였는데 군주는 발가락이 5개인 원형의 오조룡보(五爪龍補)를, 왕세자는 발가락이 4개인 원형의 사조룡보(四爪龍補)를, 그리고 왕세손은 발가락이 3개인 사각형의 삼조룡보(三爪龍補)를 사용하였다.

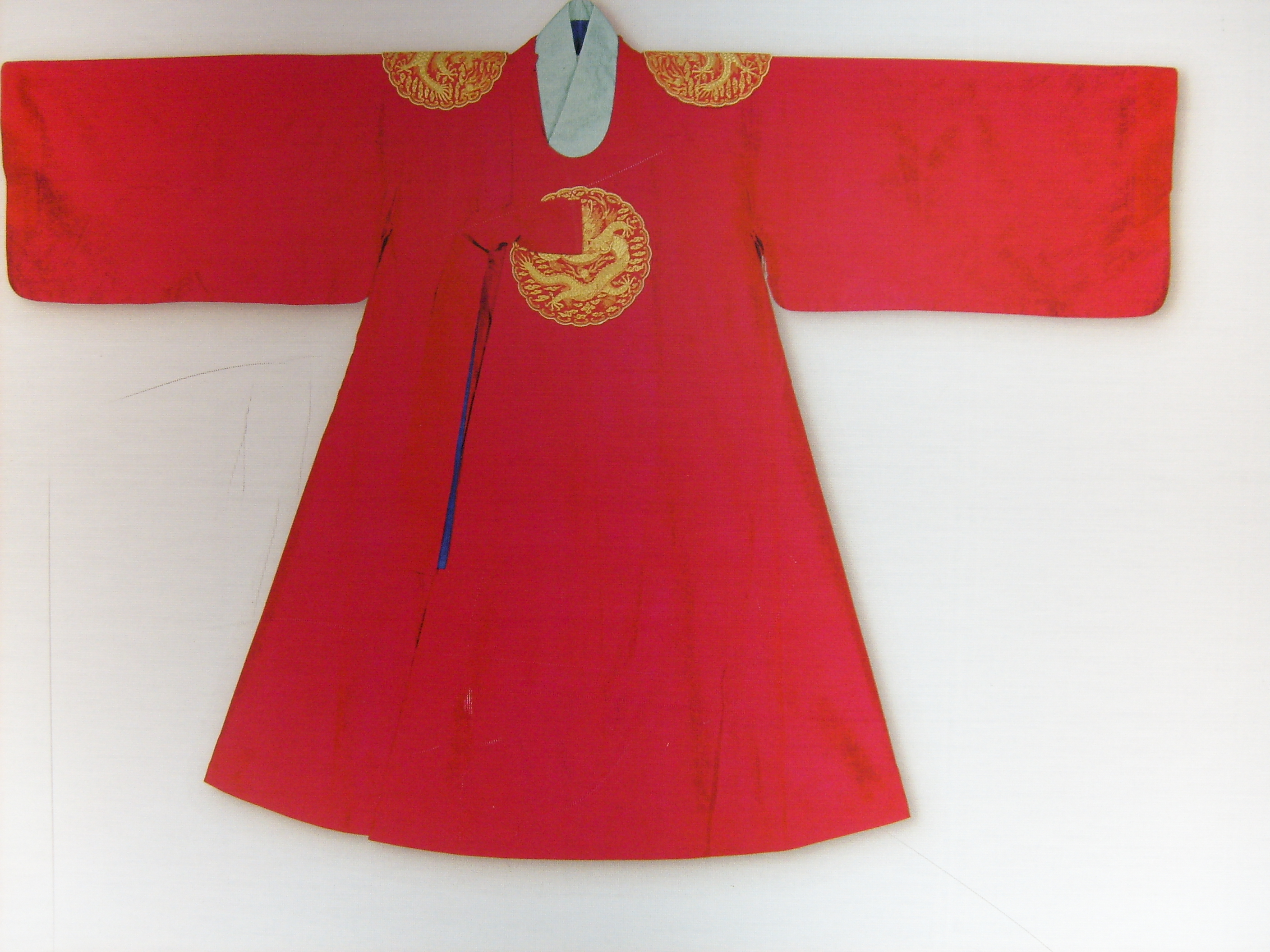
조선시대 곤룡포
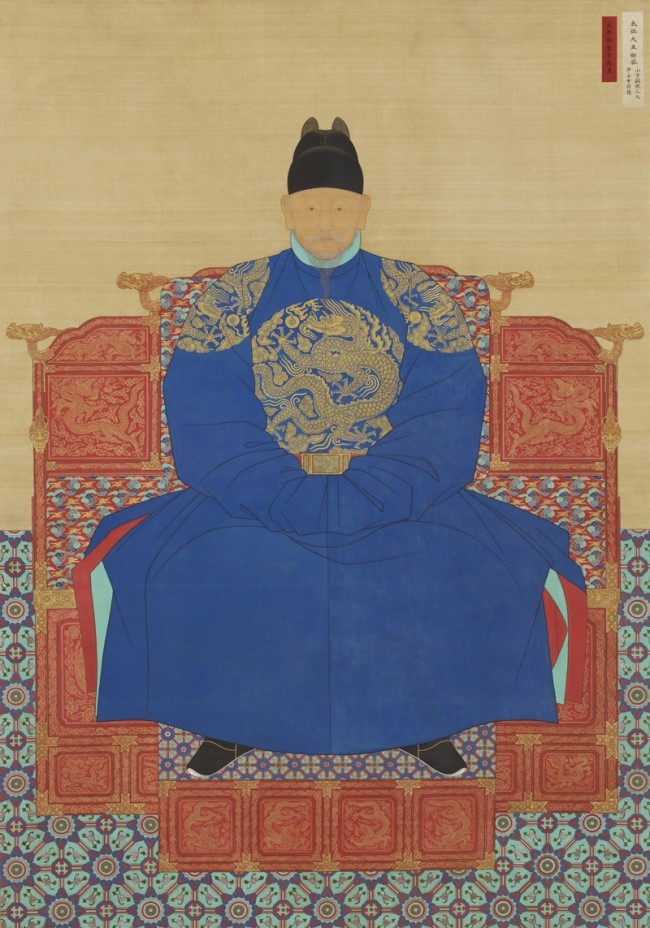
조선 태조의 청룡포
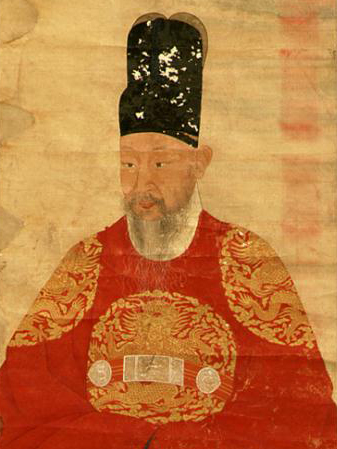
조선 영조의 곤룡포
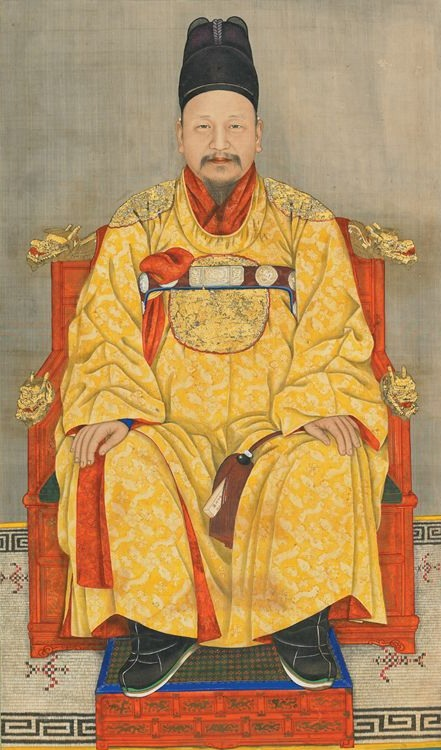
대한제국 광무제의 황룡포

## 중국
곤룡포는 처음에는 황색이 아니었고 수문제가 중국 역사상 처음으로 황룡포를 입은 황제이다. 《독통감론》(讀通鑑論)에 따르면 581년(개황 원년) 수나라 황제가 황포를 입었고 황제의 옷의 존귀함을 나타내기 위해 황색으로 정하여 영원한 제도로 삼았다고 한다.
당고조 무덕 연간(武德: 618∼626)에는 신민에게 황색 복장을 입는 것을 금지하였고 황포는 오직 황실에서만 입었다.
명나라 황제의 용포는 특이하게 보가 앞면 3개, 뒷면 3개 총 6개가 달려있다.
청나라 황제의 용포는 명황색(明黃色)으로 목둘레와 소매는 석청색(石青色)을 사용했고 금으로 테두리를 둘렀다. 용포 위에는 자수로 아홉 마리의 용을 넣었는데 그중 한 마리의 용은 옷자락 이면에 있다.

당나라 태종의 용포
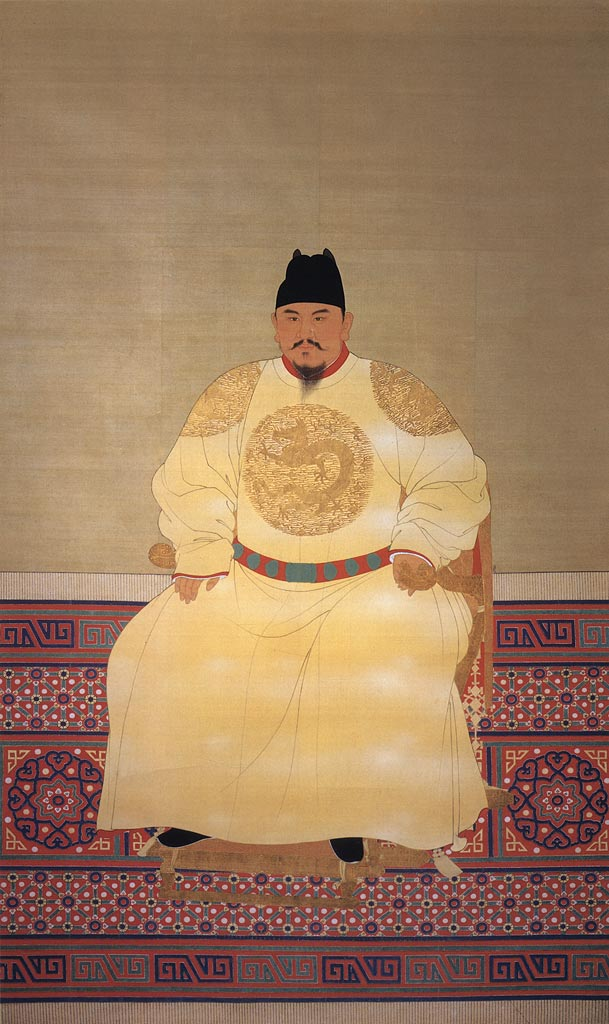
명나라 홍무제의 용포
명나라 홍치제의 용포
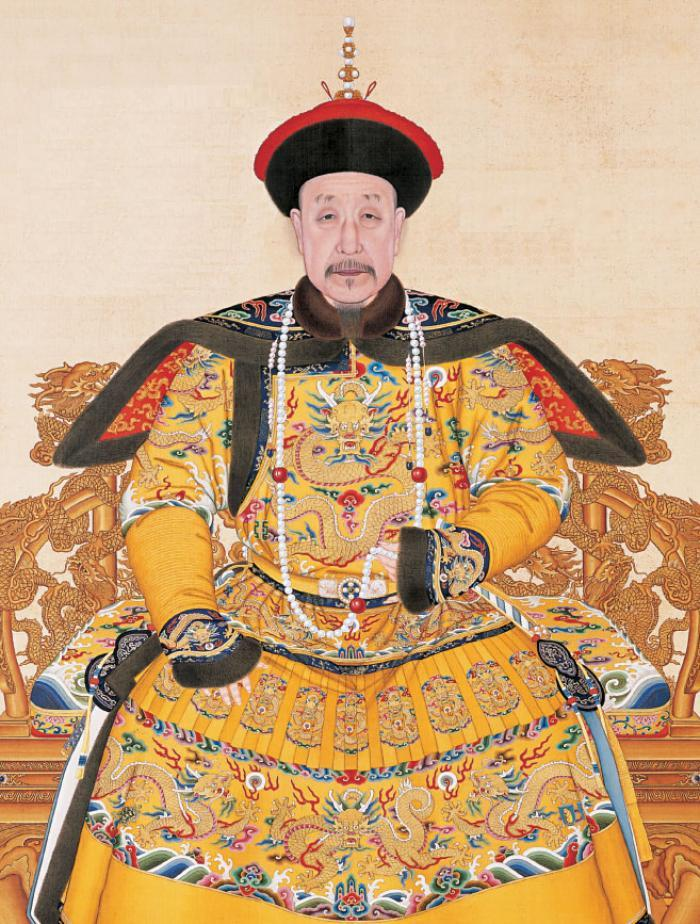
청나라 건륭제의 용포

## 베트남
리 왕조나 응우옌 왕조 시대 황제나 황태자가 입었던 평상복이다.

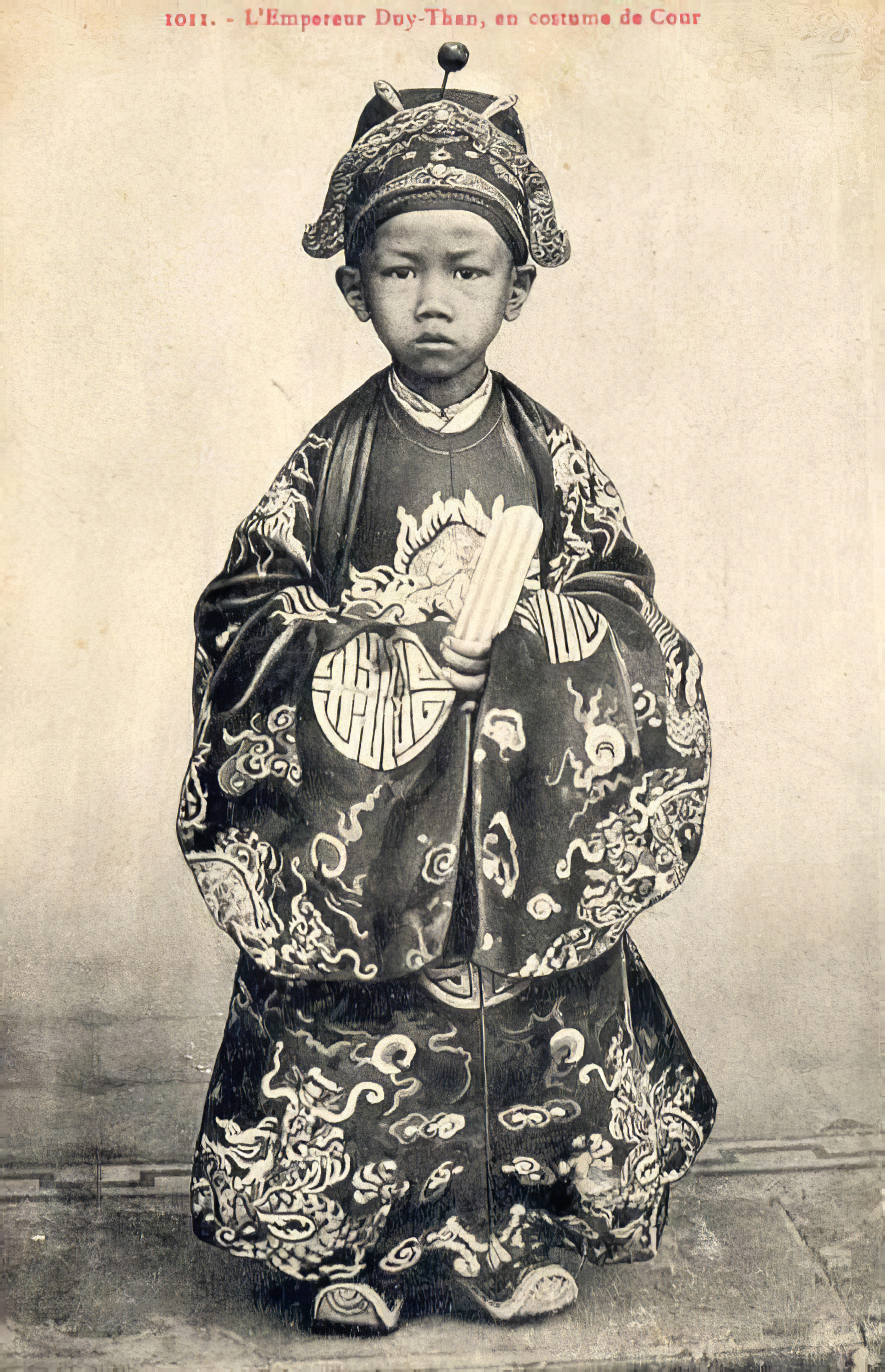
응우옌 왕조 동카인의 용포
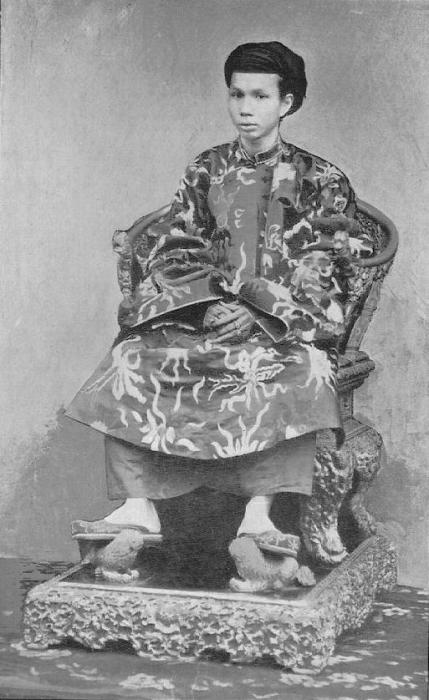
응우옌 왕조 카이딘의 용포

## 같이 보기
- 익선관
- 흉배